# Міус-фронт (меморіальний комплекс)
Меморіальний комплекс «Міус-фронт» — меморіальний комплекс, розташований за 7 км від міста Хрустальний Луганської області на місці проходження однойменної оборонної лінії. Постановою Кабінету Міністрів України № 928 від 3 вересня 2009 року внесений до переліку пам'яток історії національного значення.

## Композиція
Монументальна композиція умовно складається з 4 елементів:
- Монументу у вигляді шлагбауму.
- «Сходів Героїв».
- Саду перемоги.
- Музею бойової слави шахтарів Донбасу на річці Міус.

## Монумент
Основним елементом меморіального комплексу є залізобетонний монумент у вигляді шлагбауму. Висота монументу становить 10 метрів: 5 метрів — висота шлагбауму і 5 метрів — висота опор; ширина монументу — 36 метрів.
З правого боку на монументі вирізьблено профіль шахтаря з рукою, що стискає гвинтівку. На центральній частині пам'ятника зображено силуети вершників, що уособлюють воїнів 7-го кавалерійського корпусу. На виступі у 5 метрах від лівого краю шлагбауму розміщено дати 1941 та 1943, зліва від виступу розміщені зображення жінок з шахтарськими ліхтарями.
Права опора з внутрішньої сторони містить напис:
| Тут, біля стін рідного міста, у грізні роки війни з фашизмом билися бійці 383 і 395 шахтарських дивізій, вони захищали землю, де вперше побачили сонце та вперше спустилися у забій. Вони стояли на смерть за Батьківщину, й Батьківщина не забуде їхОригінальний текст (рос.) Здесь, у стен родного города, в грозные годы войны с фашизмом сражались бойцы 383 и 395 шахтерских дивизий, они защищали землю, где впервые увидели солнце и впервые спустились в забой. Они стояли насмерть за Родину, и Родина не забудет их |
Біля розташоване углублення з вічним вогнем. На бронзовій плиті біля вічного вогню розміщено напис:

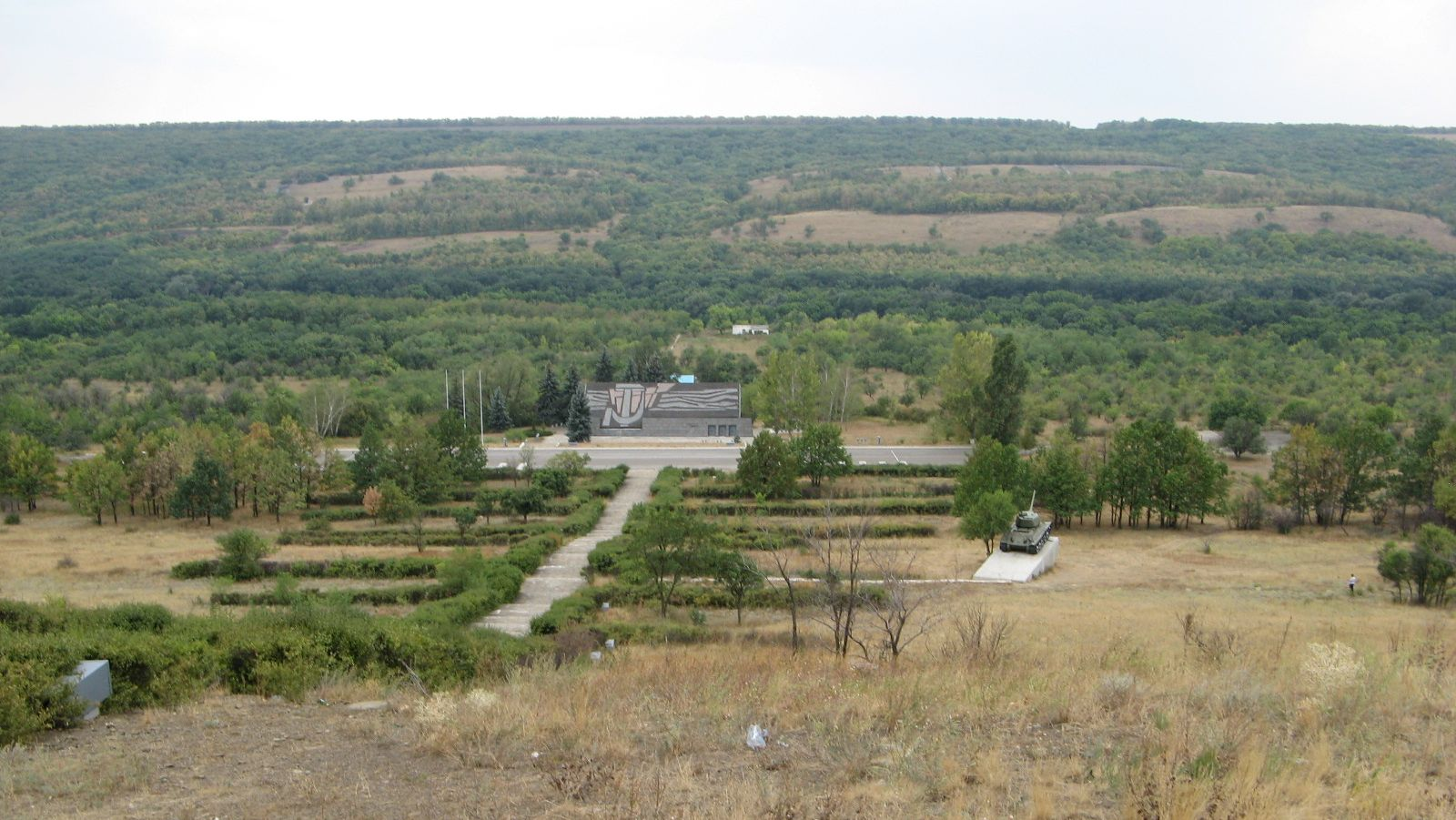
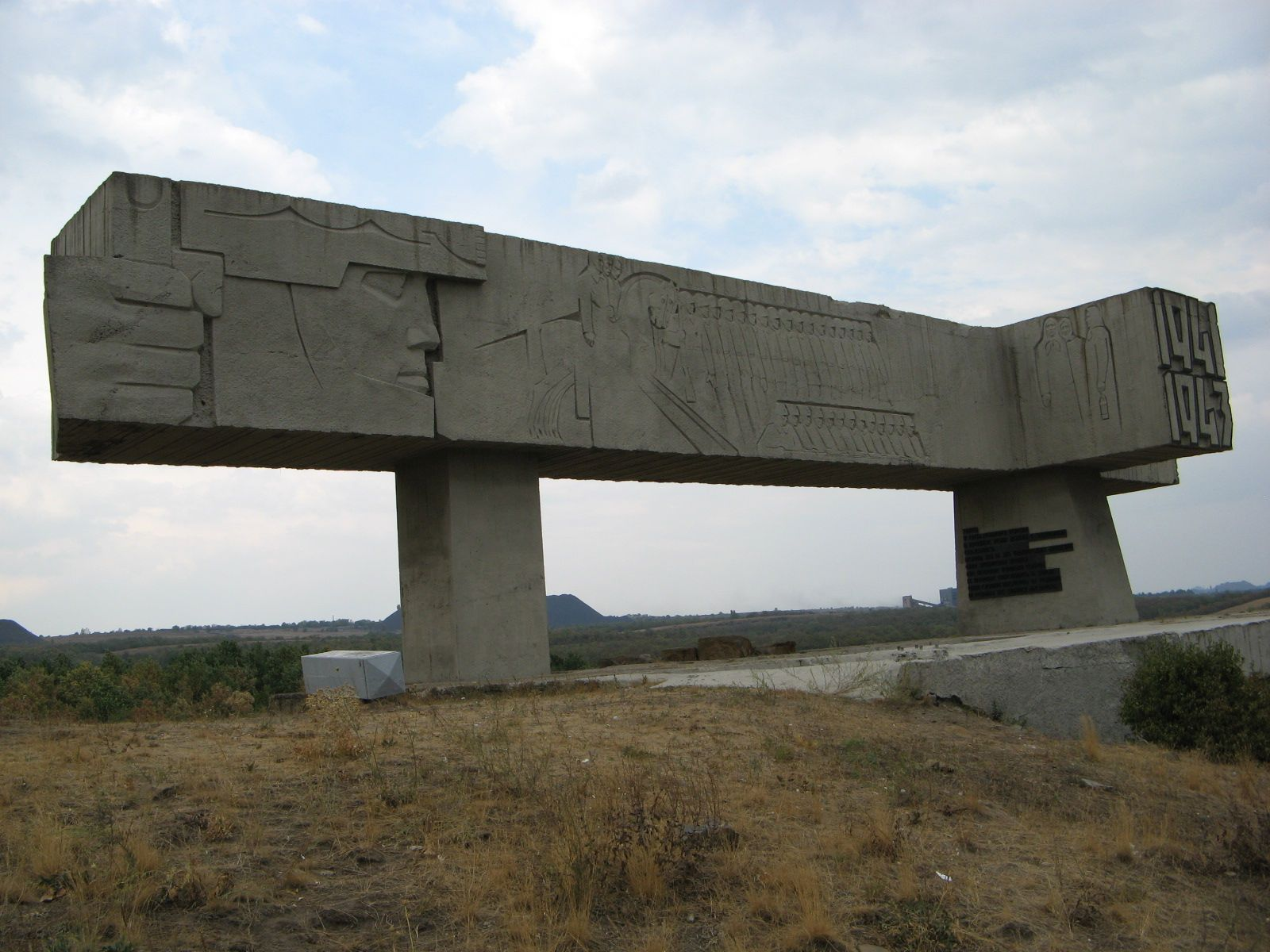
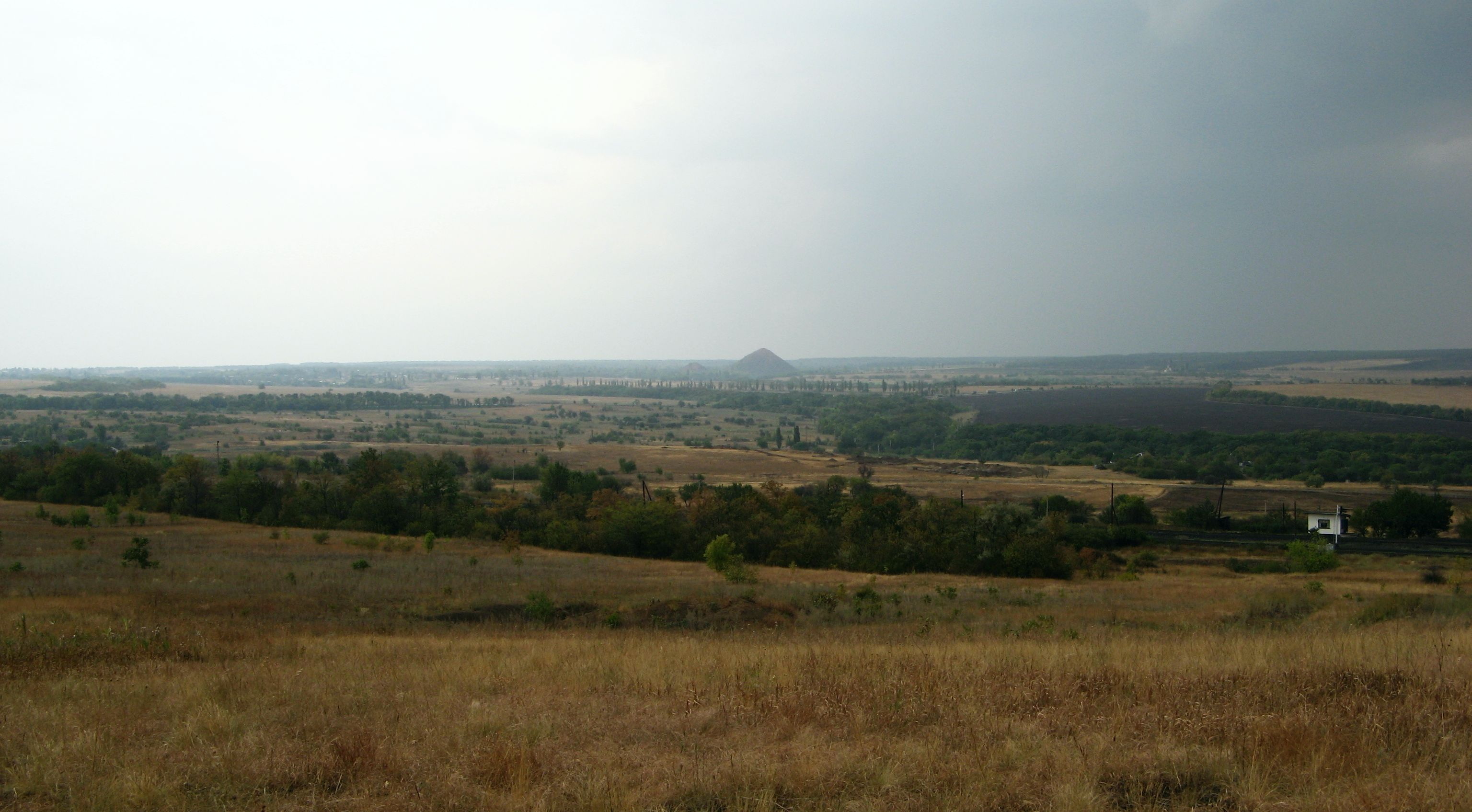

| Ні каменю скорботи, ні каменю слави, на замінити солдата, що загинув. Хай буде вічною про Героїв пам'ять, хай буде вічним світло над териконом, і нехай в очах твоїх відобразиться суворий відблиск вічного вогнюОригінальний текст (рос.) Ни камню скорби, ни камню славы, не заменить погибшего солдата. Да будет вечной о Героях память, да будет вечен свет над терриконом, и пусть в глазах твоих запечатлится суровый отблеск вечного огня |